# Тарангул (приток Урта-Бурти)
Тарангул — река в России и Казахстане, протекает по Мартукскому району Актюбинской области и Беляевского района Оренбургской области. Длина реки составляет 29 км.
Начинается на окраине села Миялыколь в овраге Бургашкин. Течёт по открытой местности в северо-западном направлении через село Байтуросай. Устье реки находится в 63 км по правому берегу реки Уртабуртя. В нижнем течении по реке проходит граница России и Казахстана.
Основные притоки — Карамоласай (пр), Байтурасай (лв), Урташасай (пр), Кызылсай (пр).

## Данные водного реестра
По данным государственного водного реестра России относится к Уральскому бассейновому округу, водохозяйственный участок реки — Урал от города Орск до впадения реки Сакмара. Речной бассейн реки — Урал (российская часть бассейна).
Код объекта в государственном водном реестре — 12010000812112200004492.